# YKK

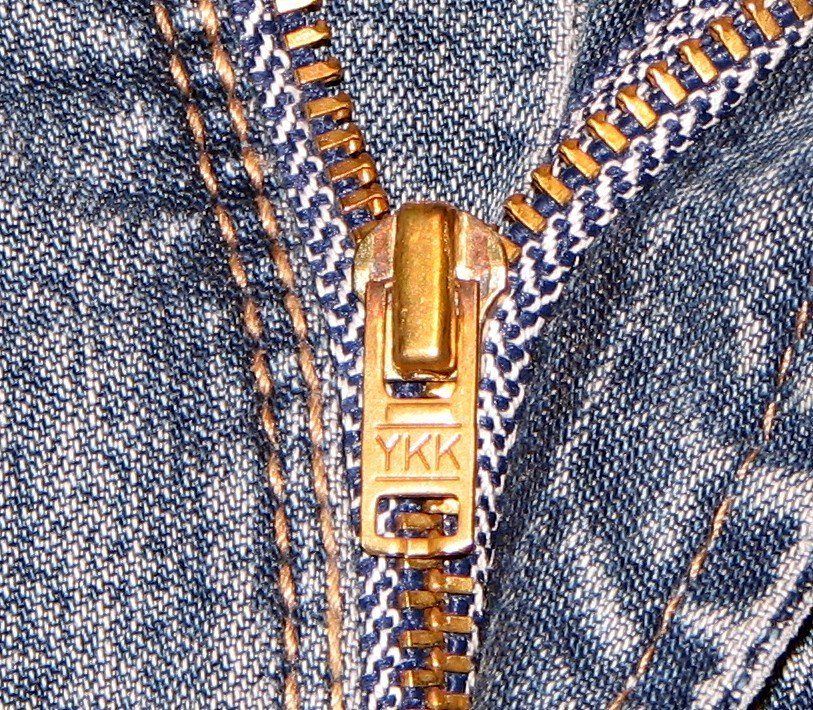
YKKのジーンズファスナー

YKK株式会社（ワイケイケイ、英: YKK Corporation）は、日本の非鉄金属メーカーである。
東京都千代田区に本社を置く。 吉田忠雄が1934年1月にサンエス商会として創業し、1942年に有限会社吉田工業所、1945年に吉田工業株式会社と改名した。1946年からは「YKK」を商標として使用し、1994年に現在のYKK株式会社に社名変更した。世界最大のファスナーメーカーとして知られており、その世界シェアは45％である。建材会社のYKK APを子会社に持つ。

## 概要
スライドファスナーの生産が有名で、世界シェアの約45%を占める。
社名の由来は旧社名である「吉田工業株式会社（Yoshida Kogyo Kabushikigaisha）」の略称で、Yは創業者の吉田忠雄（富山県魚津市出身）の苗字からきている。
YKKグループの本社機能、およびファスニング事業（Fastening Products）・建材事業（Architectural Products）・工機（Machinery Engineering）の3部門によるグローバル事業経営と世界6極による地域経営を基本としている。富山県黒部市に大規模な生産拠点を置き、世界70カ国/地域122社に拠点を持つ。

## 沿革

### サンエス商会→吉田工業所時代
- 1934年（昭和9年）1月1日 - 吉田忠雄が、東京府東京市日本橋区蠣殻町2丁目1番地（後に地番変更で2丁目1番地、現・東京都中央区東日本橋）に個人商店「サンエス商会」を設立し、ファスナーの加工・販売を開始。サンエス商会の店名は、安田商店がファスナーを『SSS』の商標で売っていたことから付けたもので、サンエス商会の商標にもこれをそのまま使用していた[3]。
- 1938年（昭和13年）2月 - 東京府東京市（現・東京都）江戸川区小松川に工場敷地121坪を購入し工場85坪を新築、「吉田工業所」と改称[4]。
- 1942年（昭和17年）2月 - 有限会社吉田工業所に改称[5]。
- 1945年（昭和20年）
  - 3月9日 - 東京大空襲により小松川工場が焼失、吉田工業所は解散となる[6]。

### 吉田工業時代
- - 6月26日 - 富山県魚津町（現・魚津市）上村木786番地に所在していた株式会社魚津鉄工所を買収[7]。
  - 8月 - 商号を株式会社魚津鉄工所から「吉田工業株式会社」に変更。ファスナーテープを作るための焼けミシンの修理から始まった[8]。
  - 11月3日 - 戦後第1号のファスナーが完成[8][9]。
- 1946年（昭和21年）4月 - 約200m2の工場を増設[9]。
- 1948年（昭和23年）
  - 4月 - 商標を「YKK」とする[10]。
  - 6月 - 魚津木工所株式会社を買収[10]。
- 1949年（昭和24年）11月27日 - 伸銅工場（旧・魚津木工所）が原因不明の火災により焼失[11]。
- 1950年（昭和25年）
  - 3月 - 伸銅工場復旧[12]。
  - 7月 - 自動植付機（チェーンマシン）をアメリカ・イージー社から4台のみ輸入。輸入のために日本興業銀行から1200万円を借り入れた（同銀行融資による輸入第1号となる）[13]。

同社は、このチェーンマシンと同種の機械を100台、日立精機に1台12万円、支払いは30台ずつの条件で発注。
発注した機械は、1951年（昭和26年）5月に10台、8月に20台、1953年（昭和28年）の7月に100台目が納入された。
つまり、アメリカから輸入した4台と日本でコピーした100台は、それぞれ同じ1200万円であった。
コピーするのは当然の流れであったといえる。
- - 9月 - 東京都墨田区亀沢町3丁目の土地1,760坪、建坪1,100坪を買収[12]。
- 1951年（昭和26年）3月 - 本社を東京都中央区日本橋馬喰町の東京営業所に移転[14]。
- 1954年（昭和29年）10月 - 富山県黒部市の黒部工場が着工[15]。
- 1955年（昭和30年）5月 - 黒部工場が、圧延伸線工場完成を皮切りに順次稼働[15]。
- 1956年（昭和31年）
  - 9月 - 魚津大火により上村木工場焼失[16]。
  - 12月 - 経理関係を本江工場から黒部工場に移転[17]。
- 1957年（昭和32年）
  - 6月 - 本江工場から全事務部門を黒部工場に移転[17]。
  - 10月 - 富山県黒部市の生地工場（現・黒部工場）の鍬入式を行う[18]。

当初は鉄道の便が良く、工場用地が25万坪（825,000m2）ある魚津市を新工場建設の候補としていたが、交渉が捗らない内に、先に黒部市が生地にある10万坪の土地を提供するという申し出があったため、生地の吉田に工場を建設することになった。
- 1958年（昭和33年）
  - 本社を東京都台東区浅草雷門1丁目3番地の北陸銀行所有の敷地および3階建ての建物に移転[20]。
  - 9月 - 生地工場（現・黒部工場）が、紡績工場完成（9月18日より試験生産開始[21]）を皮切りに、順次稼働開始[22]。
  - 10月20日 - 昭和天皇、香淳皇后が富山国体開催に合わせて行幸。黒部工場（現・牧野工場）が視察先の一つとなる[23][22]。
- 1959年（昭和34年）
  - 9月 - 生地織物工場、生地第一・第二プラスチックファスナー工場、染色工場完成[16]。
  - 11月 - ニュージーランドに最初の[要出典]海外現地法人設立[16]。
- 1961年（昭和36年）
  - 6月 - 高松宮宣仁親王・宣仁親王妃喜久子が黒部工場（現・黒部牧野工場）を視察[24]。
  - 10月16日 - 皇太子（現・明仁上皇）、同妃（現・上皇后美智子）が黒部工場（現・黒部牧野工場）を視察[24]。
  - 11月 - アルミ建材の製造販売を開始[25]。
- 1963年（昭和38年）8月6日 - 本社を東京都千代田区神田和泉町1番地（藤堂和泉守上屋敷跡、日本通運発祥の地）に地下2階、地上9階建てのビルとして移転[26]。
- 1976年（昭和51年）8月 - 越湖工場第1期工事完成以降、順次稼働開始[27]。
- 1980年（昭和55年）10月17日 - 生地工場（現・黒部工場）で火災。1棟5,442m2半焼[28]。
- 1982年（昭和57年）4月 - 生地工場を黒部工場に、黒部工場を黒部牧野工場に、越湖工場を黒部越湖工場にそれぞれ改称[29]。
- 1984年（昭和59年）
  - 5月17日 - 黒部事業所内にて建設されていたYKK50ビルの完成式を挙行[30]（なお、このビルは2012年（平成24年）2月6日に前沢ガーデンハウスと共に日本建築家協会の『JIA25年賞』を受賞している[31]。）。
  - 5月23日[30] - 黒部工場体育館で創業50年記念式典挙行。ジミー・カーター（元米国大統領）はじめ国内外から1200人の来賓が出席[32]
- 1985年（昭和60年） - ブラジルで農牧業開始。
- 1986年（昭和61年） - インドネシアにアルミ建材初の海外一貫生産工場稼働。

### YKK時代
- 1994年（平成6年）8月 - 商号を「ワイケイケイ株式会社」に変更[33]。
- 2003年（平成15年） - 建材製造事業本部がYKK AP株式会社に統合し、YKKグループ建材事業の完全一体化。
- 2007年 9月中間期の連結最終損益が123億9000万円の赤字,欧州委員会の声明によると、メーカー同士で価格引き上げ、最低価格の固定、顧客の配分などを決めていたという。
- 2011年（平成23年）
  - 6月 - 創業以来初の、創業家以外の社長が誕生[34]。
  - 9月26日 - 本社ビル建て替えに伴い、本社を秋葉原ダイビルの10階と11階に移転。
- 2015年 (平成27年) 
  - 同年中 - 東京本社の一部をYKK50ビルに移転[35]。
  - 4月28日 - 黒部事業所敷地内のYKKセンターパークのリニューアル内覧会とオープニングセレモニーを開く[36]。
  - 8月 - 新本社ビルの完成により、秋葉原ダイビルから、東京都千代田区神田和泉町1番地のYKK80ビルおよび同敷地内のYKK和泉ビルに本社を移転。
- 2016年（平成28年）
  - 3月 - TOTO株式会社、大建工業株式会社と共同で「ショールーム名古屋」を開設。
  - 4月 - 関連子会社であるYKK APエクステリア株式会社、九州エクステリア工業株式会社、北陸PG株式会社の3社を合併。窓リフォーム商品「かんたん マドリモ」の販売を開始。高断熱玄関ドア「InnoBest」の販売を開始。「YKK APショールーム品川」を「YKK AP体感ショールーム」としてリニューアル。YKK AP R&Dセンターを開設。TOTO株式会社、大建工業株式会社と「ショールーム金沢」を開設。
  - 7月 - TOTO株式会社、大建工業株式会社と「ショールーム高松」を開設。
  - 12月 - TOTO株式会社と「ショールーム新潟」を開設。
- 2017年（平成29年）
  - 4月 - 「営業本部」「開発本部」「生産本部」「業務本部」「住宅本部」「エクステリア本部」「リノベーション本部」「ビル本部」の8本部制に組織変更。アルミ樹脂複合窓「エピソードNEO」の販売を開始。インテリアドアシリーズ「famitto」の販売を開始。
  - 5月 - YKK AP R&Dセンター（ドイツ）を開設。
  - 7月 - TOTO株式会社、大建工業株式会社と｢ショールーム札幌｣を開設。
  - 11月 - ｢製品安全対策優良企業 経済産業大臣賞｣を受賞、｢製品安全対策ゴールド企業｣に認定。
- 2018年（平成30年）8月 - YKK AP R&Dセンター（インドネシア）を開設。
- 2019年（平成31年）
  - 3月 - パートナーズサポートスタジオを開設。
  - 4月- 「営業本部」「開発本部」「生産本部」「業務本部」「品質本部」「住宅本部」「エクステリア本部」「リノベーション本部」「ビル本部」の9本部制に組織変更。
- 2021年（令和3年）4月 - 知財功労賞（経済産業大臣表彰）を受賞[37]。
- 2023年（令和5年）3月 - コーポレートロゴを改定[38]。
- 2024年（令和6年）
  - 10月 - 黒部製造所敷地内にYKK AP30ビル完成（地上3階建て、延床面積6,932m2）。これまで別々のビルに分かれていた製造部門の本部機能と一部本社機能（生産本部とYKK50ビルの管理部門）を当ビルに集約した[35]。
  - 11月14日 - YKK AP黒部製造所内に建設（1959年に建設され建材事業の起点となった工場をリノベーション[39]）していたYKK AP技術館が完成、11月23日から無料で一般開放される[40]。同日、YKK AP30ビルが報道陣に初公開された[41]。

## 日本拠点
- 本社（東京都千代田区神田和泉町1番地 YKK80ビル）
- 黒部事業所（富山県黒部市）
- 滑川製造所（富山県滑川市）
- 北海道工場（北海道石狩市）
- 東北事業所（宮城県大崎市）
- 四国事業所（香川県綾歌郡宇多津町）
- 九州事業所（熊本県八代市）

## その他
- YKK株式会社創設者（吉田忠雄）死去後、YKKのロゴマークの字体及び色を変更（赤から青へ）。前述の通り、2023年3月のコーポレートロゴ改定に伴い、YKKロゴマークの色が水色に変更された。
- 同社株式に対するIPO詐欺事件が発生したため、「YKK株式会社は株式を一切上場していない。今後も上場の予定はない」と公式サイトにて公表している[42]。ただし、かつてはグリーンシートの前身にあたるリージョナル市場に株式を登録していた。現在は富山県在住者に限り島大証券（旧富証券）を通した地場株としてのみ売買が可能である。
- 社員による自社株の購入がYKK恒友会（従業員持株会）を通じて認められている。
- 2021年4月、YKK APを含むYKKグループは正社員の定年を廃止した。これにより、本人が希望すれば何歳でも給与水準や役職を維持しながら正社員として働くことが可能となった。この会社規模での定年制廃止は珍しく、生涯現役への柔軟な対応を見せた。
- 1954年、魚津市で3万坪の工場用地を取得しようとしたが上手くいかず、これを知った当時の市長や市議会、商工会がYKKを誘致するため黒部市牧野地区に3万坪の土地を確保し、黒部市の生産拠点化の足掛かりとなった。その後YKKは再度魚津市と工場用地確保の交渉に入ったが、この間に黒部市が生地駅裏付近10万坪の土地を用意し提供した。この好意に対し吉田社長は黒部市に総合運動場用地買収費として1,000万円を寄付している[43]。

## 関連企業
- YKK AP 住宅建材部門（アルミサッシ業界2位）
- YKK不動産株式会社
- YKKビジネスサポート株式会社
- 株式会社カフェ・ボンフィーノ - コーヒーの輸入販売
- YKKスナップファスナー株式会社

## 吉田家
- 吉田忠雄（創業者） - 吉田久松（YKKの設立に貢献した、忠雄の兄弟）
  - 吉田忠裕（創業者長男）1947年1月5日生まれ。慶應義塾大学法学部、ノースウェスタン大学のビジネススクールでMBAを取得。YKKには1972年に入社、1978年に取締役に就任。創業者の吉田忠雄の後を継ぎ、1993年に社長に就任した。実子ではなく養子であると日経新聞の私の履歴書で告白している[44][45]。実父は創業者長兄の久政[44][46]。2011年6月には代表取締役会長に就任し、社長には非創業家出身の猿丸雅之が就任した。2018年6月には代表取締役会長を退き、後任には猿丸雅之が就任した。吉田は常々「経営から70〜73歳で退きたい」と明言しており、2020年6月には取締役を辞任し、相談役に就任した。
    - 長女 - 次女 - 吉田朋美（三女）[47] - 四女[48]。

## 提供番組
- 世界の窓（BS-TBS） - 一社提供
- 北日本放送制作昼の帯ドラマ - 前期のみ。
- ゲンコツの海（北日本放送） - 一社提供。
- ビックリ決定版!!（日本テレビ） - 一社提供。
- YKKアワー キックボクシング中継（TBS） - 途中より。
- ゴールデン洋画劇場（フジテレビ）
- クイズ100人に聞きました（TBS） - 開始当初は一社提供番組であり、『YKKファミリーアワー クイズ100人に聞きました』というタイトルだった。
- 筑紫哲也NEWS23（TBS）
- 日本テレビ火曜8時枠時代劇
- 報道ステーション（テレビ朝日） - 火曜日に提供中。
- ニュース・パレード（文化放送）
- YKK Sound Galley AZ - （J-WAVE、DJ：加藤和彦）

※現在は子会社であるYKK APの提供が多い。